# Vladimir Kazakov
Vladimir Vasiljevitsj Kazakov (Russisch: Владимир Васильевич Казаков) (Moskou, 29 augustus 1938 - aldaar, 23 juni 1988) is een Russisch schrijver uit de absurdistische school, in de traditie van Daniil Charms en zijn literaire groepering "OBERIU". Enkele verhalen van Kazakov verschenen in een deel uit de reeks Russische Miniaturen (1980), samen met werk van Charms en Vvedenski.